# Ștefan David
Ștefan David (n. 7 noiembrie 1932, Segarcea, Dolj) este un fost senator român în legislatura 1992-1996, ales în județul Caraș-Severin pe listele partidului PN-PSM. 
Așa cum a arătat CNSAS, Ștefan David a fost ofițer al Securității și a făcut poliție politică. El s-a aflat pe prima listă a celor care au făcut poliție politică, dată publicității de către CNSAS. Publicația "Evenimentul zilei" din 17 octombrie 2003 rezuma astfel informațiile de la CNSAS: "Colonel Ștefan David: de foarte tînăr, la doar 25 de ani, a ajuns șeful Serviciului Raional Oravița, iar pînă în 1989 a avansat și ca funcție și ca grad pînă la șefia Securității Caraș Severin. Ștefan David este cunoscut nu numai ca securist, ci și ca senator PRM, Tănase Tăvală, colegul său de parlament, fiind anchetat de el".